# Gällö
Gällö è un'area urbana della Svezia situata nel comune di Bräcke, contea di Jämtland.
La popolazione rilevata nel censimento 2010 era di 725 abitanti .